# Karl Hilgers
Karl Hilgers (* 17. Januar 1844 in Düsseldorf; † 25. Februar 1925 in Berlin; vollständiger Name Karl Hermann Joseph Hubert Hilgers) war ein deutscher Bildhauer.

## Leben
Als Sohn des Möbelfabrikanten Karl Hilgers besuchte Karl Junior um 1854/55 die Sonntagshandwerkerklasse für freies Handzeichnen von Joseph Keller und studierte von 1859 bis 1871 an der Kunstakademie Düsseldorf bei August Wittig, mit Unterbrechung 1869 bis 1870 zur Teilnahme am Deutsch-Französischen Krieg. Im Rahmen einer Studienreise lebte Hilgers von 1873 bis 1876 in Rom. 1876–1895 wirkte er in Berlin, wo er 1892 den Titel Professor erhielt. 1895–1898 war er erneut in Rom mit Aufenthalt in der Villa Strohl-Fern, 1898–1902 in Florenz und ab 1902 wieder in Berlin tätig. In der Periode 1896/1897 war er Vorsitzender des Deutschen Künstlervereins zu Rom. Hilgers schuf zahlreiche öffentliche Denkmäler und Wettbewerbsentwürfe, mit denen er zwischen 1880 und 1916 häufig auf Ausstellungen vertreten war (beispielsweise in Berlin, München und Düsseldorf) und auch Preise erhielt. 1907 erhielt er auf der Großen Berliner Kunstausstellung eine kleine Goldmedaille. Er war Mitglied im Verein Berliner Künstler.
Karl Hilgers war verheiratet mit Maria, geborene Andreae. Seine letzte Ruhestätte fand er auf dem Südwestkirchhof Stahnsdorf.

## Werk

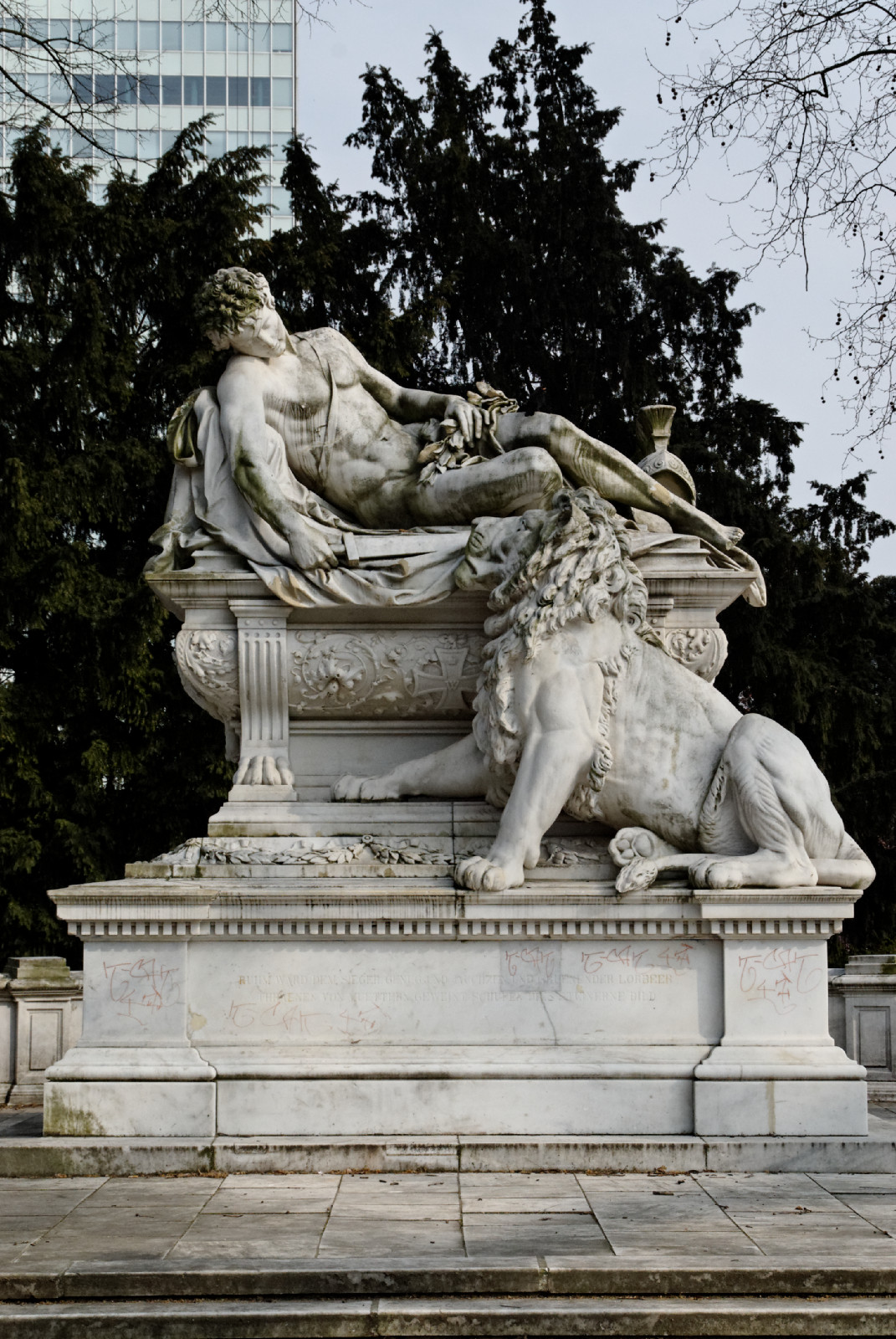
Kriegerdenkmal zum Gedenken der Gefallenen des Deutsch-Französischen Krieges 1870/1871 an der Landskrone im Hofgarten Düsseldorf

- 1879: „Genius der Kunst“, auf dem Giebel der ehemaligen Kunsthalle in Düsseldorf (verschollen)
- 1883: Kolossalstatue von König Friedrich Wilhelm I. in der Ruhmeshalle im Berliner Zeughaus
- 1890: Kriegerdenkmal im Düsseldorfer Hofgarten
- 1894: Reiterdenkmal Kaiser Wilhelms I. in Stettin
- 1897: Marmorfigur „Muse“ (Nationalgalerie Berlin)
- 1907: Marmorstatue „Judith“
- 1912: Minervabrunnen vor der Alten Bibliothek in Berlin
- Marmorgruppe „Eva an Abels Leiche“
- Bronzestatue „Rudolf von Habsburg“, am Rathaus Hamburg auf der Marktseite zwischen den Fensternischen
- vier Tugenden als allegorische Kalksteinfiguren für das Reichstagsgebäude in Berlin
- zwei Bronzereliefs für das Grabdenkmal Dirksen auf dem Matthäikirchhof in Berlin